# Os cuboides secundarium
Os cuboides secundarium is de benaming voor een accessoir voetwortelbeentje dat soms als extra ossificatiepunt ontstaat gedurende de embryonale ontwikkeling. Bij de mensen bij wie het botje voorkomt, bevindt het botje zich aan de voetzoolzijde tussen het sprongbeen, het hielbeen, het os naviculare en het os cuboides. Het fuseert regelmatig met omliggende botstructuren, waarbij fusie met het os naviculare vaker optreedt dan fusie met het os cuboides.
Op röntgenfoto's wordt een os cuboides secundarium soms onterecht aangemerkt als afwijkend, losliggend botdeel of als fractuur. Radiologisch onderscheid met een os calcanei secundarium, dat meer dorsaal gelegen is, kan moeilijk zijn.